# Louise de Montmorency
Louise de Montmorency, född 1496, död 1547, var en fransk hovfunktionär.
Hon var Première dame d'honneur till Frankrikes drottning Eleonora mellan 1530 och 1535. 
Hon spelade en viktig roll för spridandet av protestantismen i Frankrike genom sin verksamhet som mecenat. 